# نغم أبو شديد
نغم أبو شديد (28 سبتمبر 1978) ممثلة لبنانية.

## عن حياتها
برعت في تجسيد مختلف الأدوار وتألّقت في مُسلسلات كثيرة، منها «نضال»، «تحليق النسور»، «باب إدريس»، «من كلّ قلبي»، «وداعاً». لها أعمال تلفزيونية متعددة، تؤمن بالمواهب الشابة، ومن هذا المنطلق شاركت في أكثر من فيلم تخرّج، مثل فيلم "A Long Walk" لجورج حداد، وفيلم "Valda" لناتالي حبّو آخرها مسلسل "شوارع الذلّ. والدها هو الشاعر إيليا أبو شديد وشقيقتها الإعلامية والممثلة هيام أبو شديد.

### في المسلسلات
- أول مرة
- من كل قلبي
- متر ندى (المحامية ندى)
- مالح يا بحر
- نضال
- ايسار
- شارع الكسليك
- شوارع الذل
- أوتيل الأفراح - نايلة[1]

### في الدوبلاج
- إم آي هاي

## روابط خارجية
- نغم أبو شديد على موقع قاعدة بيانات الأفلام العربية